# C̦
Cette page contient des caractères spéciaux ou non latins. S’ils s’affichent mal (▯, ?, etc.), consultez la page d’aide Unicode.
C̦ (minuscule : c̦), appelé C virgule souscrite, est un graphème utilisé dans la romanisation ISO 9 pour translittérer le tché cramponné ‹ Ҷ ҷ ›. Elle a aussi été utilisée dans une grammaire du latgalien de Sibérie de 1928.
Il s'agit de la lettre C diacritée d'une virgule souscrite.

## Utilisation
Le C virgule souscrite a été utilisé dans une grammaire du latgalien de 1928.

## Représentations informatiques
Le C virgule souscrite peut être représenté avec les caractères Unicode suivant :
- décomposé (latin de base, diacritiques) :

| formes    | représentations | chaînes de caractères | points de code | descriptions                                            |
| --------- | --------------- | --------------------- | -------------- | ------------------------------------------------------- |
| capitale  | C̦               | C◌̦                    | U+0043 U+0326  | lettre majuscule latine c diacritique virgule souscrite |
| minuscule | c̦               | c◌̦                    | U+0063 U+0326  | lettre minuscule latine c diacritique virgule souscrite |